# Tikhov (cràter)
|  | Aquest article tracta sobre un cràter lunar. Si cerqueu un cràter marcià, vegeu «Tikhov (cràter marcià)». |

Tikhov és un cràter d'impacte erosionat situat a la cara oculta de la Lluna. Està gairebé unit a la vora exterior est-sud-est del cràter més gran Avogadro. Al voltant d'un diàmetre de distància a l'est-nord-est de Tikhov es troba el cràter igualment desgastat Emden, i al sud-sud-est es troba el cràter Tsinger, més recent.

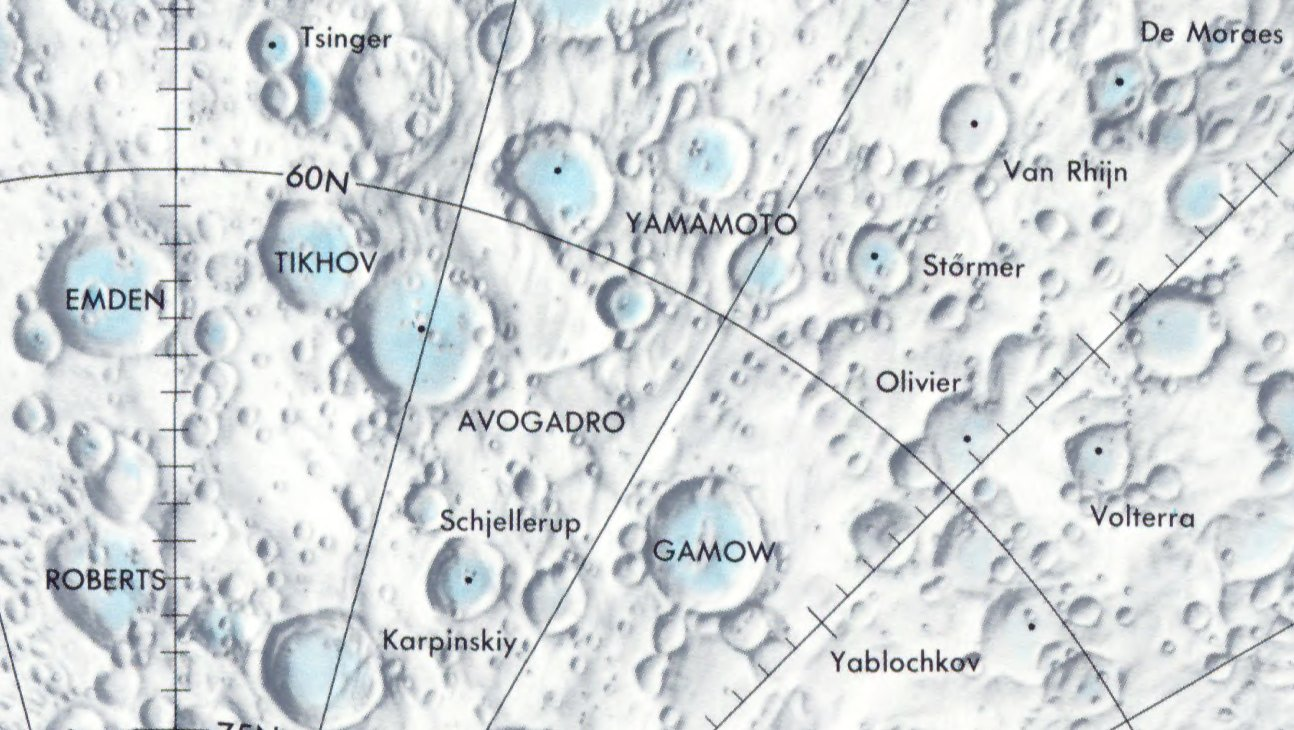
Localització de Tikhov (quadrant superior esquerra de la imatge)
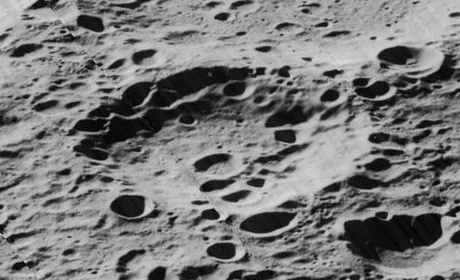
Imatge obliqua de la missió Lunar Orbiter 5, mirant cap a l'oest

Aquest element del relleu lunar ha estat colpejat pels impactes subsegüents, deixant una sèrie de cràters més petits a la vora, a la paret interna, i al sòl del cràter. Els més recents d'aquests impactes són diversos petits cràters en forma de copa sobre la vora oriental, la paret interior i el sòl. Com a resultat d'aquest desgast, el perfil exterior és arrodonit i desigual, encara que es pot discernir la naturalesa circular de la vora.